# Vásárosdombó

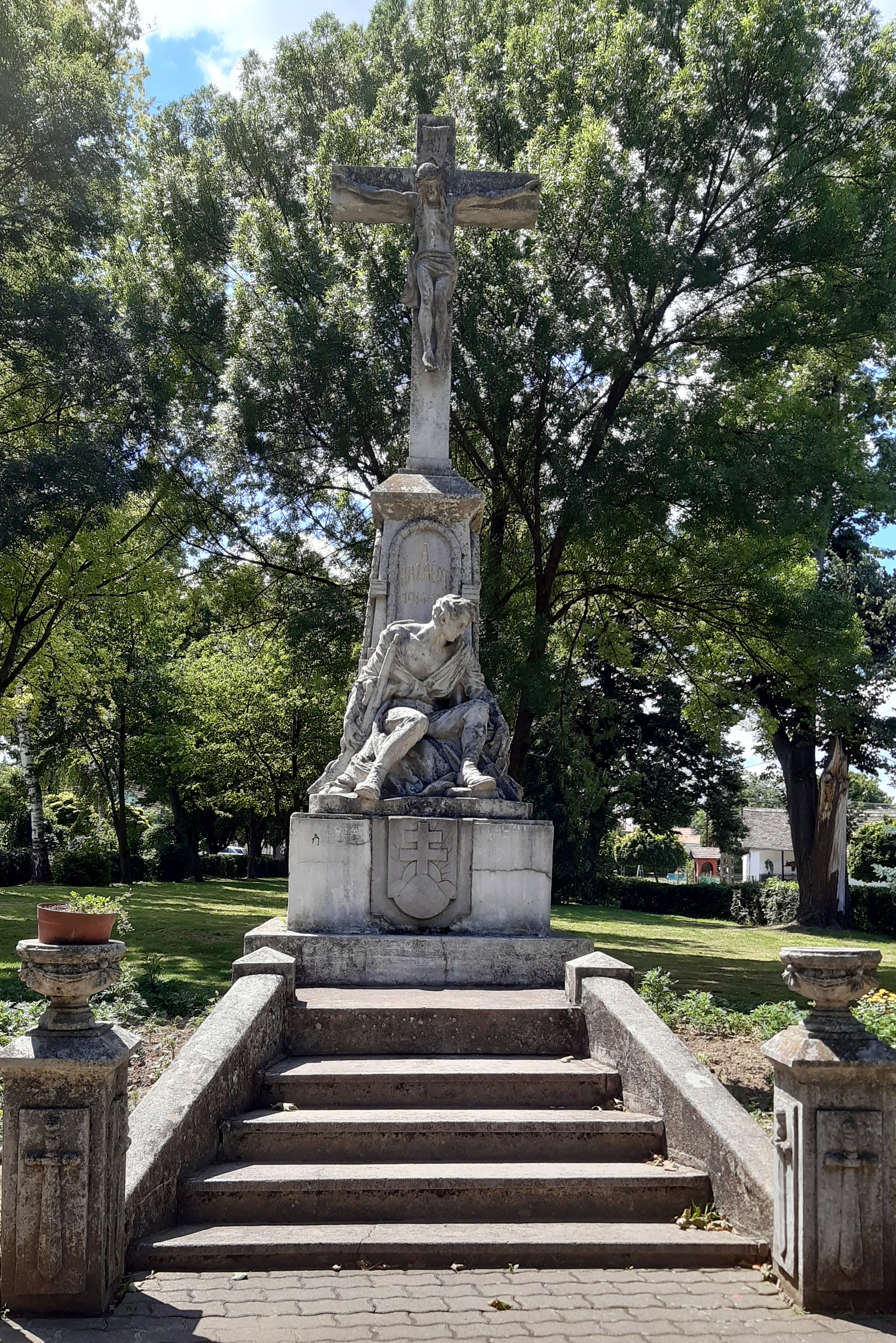
Hősök szobra - Fetter Károly dombóvári szobrászművész alkotása - 1936

Vásárosdombó (horvátul: Dubovac) község Baranya vármegyében, a Hegyháti járásban.

## Fekvése
A vármegye északi szélén, a Baranya-csatorna mellett helyezkedik el; a település nagyobb része a csatorna bal oldalán fekszik, egy kisebb, Ódombó nevű része a jobb oldalon terül el. Külterületi településrésze Melegoldal, mely a központtól mintegy 2 kilométerre fekszik északkeleti irányban. A 2011-es adatok szerint Melegoldal lakatlan, 12 nem lakott üdülő alkotja. Melegoldalra egy földút vezet Vásárosdombóról.

### Megközelítése
A település a Dombóvár-Sásd közti 611-es főút mentén fekszik, ezen érhető el a 61-es és 66-os főutak felől is. Elérhető a község Komló irányából is, a 6546-os úton, amely a központban csatlakozik bele a 611-es főútba, mintegy 16 kilométer megtétele után. A környező kisebb települések közül Vásárosdombó déli széle felől érhető el Tarrós, a 65 178-as számú mellékúton.
Ugyancsak áthalad a településen a Budapest–Pécs-vasútvonal és a Godisa–Komló-vasútvonal közös szakasza, amelynek egy megállási pontja van itt, Vásárosdombó vasútállomás, a település keleti szélén, a vasút és a 6546-os út keresztezésének északi oldalán.

## Története
Az Árpád-korban már lakott települést 1313-ban említették először az oklevelek, mely ekkor János mester birtoka volt, aki Tolna és Somogy vármegye főispánja is volt.
A 15. században a Dombói (Dombay) család. Dombay Miklós birtoka, és vásártartási joggal is rendelkező mezőváros volt.
A török időkben végzett népszámlálás 1554-es adatai szerint csak 10 ház állt a településen.
A település csak a két világháború közötti időkben kezdett fejlődésnek indulni.
Vásárosdombó a 20. század elején Baranya vármegye Hegyháti járásához tartozott.
Az 1910-es népszámláláskor 834 lakosa volt, ebből 825 magyar, 6 német, melyből 823 római katolikus, 6 evangélikus volt.
A 2001-es népszámláláskor 1151 lakosa volt,  2008. január 1-jén pedig 1159-en éltek a településen.

## Közélete

### Polgármesterei
- 1990–1994: Farkas István (független)[6]
- 1994–1998: Farkas István (független)[7]
- 1998–2002: Farkas István (független)[8]
- 2002–2006: Szabó László (független)[9]
- 2006–2010: Szabó László (független)[10]
- 2010–2014: Szabó László (független)[11]
- 2014–2019: Szabó László (független)[12]
- 2019–2024: Szabó László (független)[13]
- 2024– : Szajki Lajosné (független)[1]

## Népesség
A település népességének változása:
| Lakosok száma | 1120 | 1107 | 1123 | 1048 | 995  | 1021 | 1010 | 1004 |
|               | 2013 | 2014 | 2015 | 2019 | 2021 | 2022 | 2023 | 2024 |

A 2011-es népszámlálás során a lakosok 95,8%-a magyarnak, 6,8% cigánynak, 1,8% németnek mondta magát (4,2% nem nyilatkozott; a kettős identitások miatt a végösszeg nagyobb lehet 100%-nál). A vallási megoszlás a következő volt: római katolikus 71,6%, református 2,8%, evangélikus 2%, görögkatolikus 0,1%, felekezeten kívüli 13,4% (10% nem nyilatkozott).
2022-ben a lakosság 91%-a vallotta magát magyarnak, 12,8% cigánynak, 0,3% németnek, 1,9% románnak, 0,3% ukránnak, 0,2% románnak, 0,1% lengyelnek, 1,4% egyéb, nem hazai nemzetiségűnek (8,5% nem nyilatkozott; a kettős identitások miatt a végösszeg nagyobb lehet 100%-nál). Vallásuk szerint 57,3% volt római katolikus, 1,9% református, 1,8% evangélikus, 0,4% görög katolikus, 1,6% egyéb keresztény, 1,6% egyéb katolikus, 10,3% felekezeten kívüli (25,3% nem válaszolt).

## Nevezetességei
- Szent Márton tiszteletére szentelt barokk stílusú temploma 1789-ben épült Péchy Márton plébános és az Eszterházy család adakozásából, a régi templom helyén. Oltárképén Szent Márton a feltámadt Krisztus előtt térdel. Főoltára és szószéke copf stílusú.

## Külső hivatkozások
- Vásárosdombó honlapja
- Vásárosdombó a Via Sancti Martini honlapján